# تزرق
التَّزَرُّق أو التَّكَهُّب أو الكمدة (بالإنجليزية: Livedo)‏ هو مُصطلح طبي يُشير إلى شكلٍ من أشكال تلون الجلد.
- تزرق شبكي
- تزرق عنقودي
- التهاب الجلد التزرقي
- التهاب وعائي تزرقي